# 刻瓷
刻瓷（又称瓷刻）艺术由历史悠久的刻玉和石刻演变而来，起源于宋，发展于明，兴盛于清末民初，是工艺美术的一个重要分支。它以优质瓷器为载体，以精湛的刀法，将书法的韵致与绘画的意境镌刻于瓷器上，将书法、绘画、雕刻融于一体，使瓷器具有更高的艺术品位和收藏价值，在国际间享有东方艺术瑰宝之美誉，倍受世人青睐。

## 刻瓷艺术的发展
早期的刻瓷艺人一手执锤，一手执凿，刻瓷的表现手法主要以线条为主，内容也比较单一，主要以线条画配以简单的色彩或文字为主。
现在在天津古文化街等地还可以见到这种古老的刻法，基本上是在瓷盘上刻福字或者其他吉祥如意的文字。
近代，在以天津吴龙元为代表的新一代刻瓷艺人的努力钻研下，刻瓷艺术得到了长足的发展。工具上，吴龙元先生首创了「刀锤一体」，表现手法也吸收了国画、素描、水彩、版画、篆刻等特色，内容也丰富到无所不包的境界。

## 著名刻瓷艺术家
吴龙元：是中国工艺美术学会、中国民间艺术家协会会员。自幼受到良好的家庭熏陶，对绘画、篆刻等艺术门类情有独衷。1960年代初，师从于刘君礼老师（张大千弟子）门下学习绘画， 后经四十余年契而不舍的苦心钻研，深谙绘画、书法、篆刻之道，尤精于刻瓷艺术，其作品既有国画的笔墨神韵，又有浓厚的金石趣味，古朴且有新意，庄重而不失华美，在国内外同仁中享有"神州 第一刀"之雅称。多年来，吴先生始终以「扬弃传统、崇尚进步」为宗旨，致力于传统工艺的挖掘与创新。1980年代初，成功地创造了「刀锤一体」的刻瓷工艺，从而结束了多年来瓷、石薄板不能制作大型浮雕壁画的历史；由他精心总结的「钻、刻、研、刮、擦」五字技法，使刻瓷人「操刀如笔，削瓷如泥」的宿愿成为现实。1985年吴先生改革的「陶瓷刻刀」被国家授予实用新型专利；2002年「瓷、石速雕工艺」获国家发明专利证书。